# براکوی (مونتانا)
براکوی (به انگلیسی: Brockway) یک منطقهٔ مسکونی در ایالات متحده آمریکا است که در McCone County واقع شده‌است. براکوی ۱۴۰ نفر جمعیت دارد.